# Echinoderma
Echinoderma is een geslacht van schimmels uit de familie van de Agaricaceae.

## Soorten
Volgens Index Fungorum telt het geslacht vijftien soorten (peildatum oktober 2023):
| Soortnaam                   | Auteur(s)                         | Publicatiejaar |
| --------------------------- | --------------------------------- | -------------- |
| Echinoderma asperum         | (Pers.) Bon                       | 1991           |
| Echinoderma badiopurpureum  | (Papetti) Papetti                 | 2021           |
| Echinoderma boertmannii     | (Knudsen) Bon                     | 1991           |
| Echinoderma bonii           | C.E. Hermos. & Jul. Sánchez       | 1999           |
| Echinoderma calcicola       | (Knudsen) Bon                     | 1991           |
| Echinoderma carinii         | (Bres.) Bon                       | 1991           |
| Echinoderma echinaceum      | (J.E. Lange) Bon                  | 1991           |
| Echinoderma efibulis        | (Knudsen) Bon                     | 1991           |
| Echinoderma flavidoasperum  | Y.J. Hou & Z.W. Ge                | 2020           |
| Echinoderma friulianum      | (Zecchin & Bizzi) Zecchin & Bizzi | 2021           |
| Echinoderma hystrix         | (F.H. Møller & J.E. Lange) Bon    | 1991           |
| Echinoderma jacobi          | (Vellinga & Knudsen) Gminder      | 2003           |
| Echinoderma perplexum       | (Knudsen) Bon                     | 1991           |
| Echinoderma pseudoasperulum | (Knudsen) Bon                     | 1991           |
| Echinoderma rubellum        | (Bres.) Migl.                     | 2000           |